# Bergzaunkönig
Der Bergzaunkönig (Thryorchilus browni) ist eine Vogelart aus der Familie der Zaunkönige (Troglodytidae), die in Panama und Costa Rica verbreitet ist. Der Bestand wird von der IUCN als nicht gefährdet (Least Concern) eingeschätzt.

## Merkmale
Der Bergzaunkönig erreicht eine Körperlänge von etwa 10 cm bei einem Gewicht von 14 g. Die Zügel und der Überaugenstreif sind auffällig grauweiß. Der Hinteraugenstreif ist prächtig schokoladenbraun. Die Backen und der Bereich hinter den Ohrdecken sind grauweiß mit schmalen schwarzen Säumen. Der Oberkopf und die Oberseite sind kräftig kastanienbraun, einige Federn in der Mitte des Vorderrückens mit verdeckter weißer Mitte. Die äußeren Handschwingen haben weiße Säume, die restlichen und die Armschwingen haben ein dunkelbraunes bis rötlich braunes Strichmuster. Die Kehle und die Brust sind grauweiß, der Bauch ist grauweiß gesprenkelt, der hintere Bauchbereich matt braun. Die Flanken und der Steiß sind rötlich braun. Die Augen sind braun, der Oberschnabel ist matt schwarz, der Unterschnabel fleischfarben. Die Beine sind matt hellbraun. Beide Geschlechter ähneln sich. Jungtiere sind auf der Unterseite grauer, haben an Brust- und Bauchfedern enge grauschwarze Säume. Dies verleiht ihnen ein schuppiges Aussehen. Die Gesichtsmarkierungen sind nicht so auffällig wie bei erwachsenen Vögeln.

## Verhalten und Ernährung
Der Bergzaunkönig ernährt sich von Spinnen, Raupen und kleinen Insekten. Sein Futter sucht er in den unteren bodennahen Straten, flattert aber gelegentlich, um Beute von der Unterseite von Blättern zu picken. Oft kriecht er entlang von moosbedeckten Ästen.

## Lautäußerungen
Der Gesang des Bergzaunkönigs besteht aus einem halben dutzend kratziger Trällertöne, die zwei bis drei Sekunden andauern. Der Ablauf geht meist schnell und zahlreich vonstatten. Es hört sich sehr ungewöhnlich für einen Zaunkönig an. Dazu gibt er ein raues tschurr Gezeter von sich.

## Fortpflanzung
Seine Brutbiologie ist wenig erforscht. Die Brutsaison des Bergzaunkönigs dauert in Costa Rica vom späten April bis in den Juni. Das Nest ist eine Kugel mit Seiteneingang. Zum Bau verwendet er Bambusblätter, ausgefüttert mit feineren Pflanzenfasern. Dieses bringt er in ein bis drei Meter über dem Boden im Bambus oder im Gestrüpp an. Das Gelege besteht aus zwei weißen Eiern, die vollständig mit vielen hellen braunen Flecken überzogen sind. Zur Brutdauer und der Zeit, bis die Nestlinge flügge werden, liegen bisher keine Daten vor.

## Verbreitung und Lebensraum
Der Bergzaunkönig bevorzugt die obere Waldgrenze im Páramo oder Sub-Páramo. Besonders oft ist er in Bambusdickicht unterwegs, doch auch innerhalb von isolierten Buschflecken in geschützter Umgebung. Er bewegt sich meist in Höhenlagen von 2800 bis 3600 Metern. Örtlich kann er bis 2200 Meter vorkommen.

## Migration
Es wird vermutet, dass der Bergzaunkönig ein Standvogel ist. Es könnte allerdings sein, dass er in den Höhenlagen wandert.

## Unterarten
Die Art gilt als monotypisch. Andere Autoritäten wie das Handbook of the Birds of the World sehen in Thryorchilus browni basultoi Ridgway, 1908 und Thryorchilus browni ridgwayi Bangs, 1906 zwei weitere Unterarten.

## Etymologie und Forschungsgeschichte
Die Erstbeschreibung des Bergzaunkönigs erfolgte 1902 durch Outram Bangs unter dem wissenschaftlichen Namen Troglodytes browni. Das Typusexemplar stammte vom Volcán de Chiriqui und wurde von Wilmot Wood Brown Jr. (1868–1953) gesammelt. Erst 1904 führte Harry Church Oberholser die für die Wissenschaft neue Gattung Thryorchilus ein. Dieser Name leitet sich von »thryon θρυον« für »Schilf, Binse« und »orkhilos ορχιλος« für »Zaunkönig« ab. Der Artname ist dem Sammler des Typusexemplares gewidmet. »Basultoi« ehrt Francisco Ladislao Basulto, »ridgwayi« dem Ornithologen Robert Ridgway.